# Ruisseau du Gajea
Le ruisseau du Gajea ou ruisseau du Panariol est une  rivière du Sud de la France, affluent de l'Aussonnelle — donc un sous-affluent de la Garonne.

## Géographie
De 14,2 km de longueur, le ruisseau du Gajea prend sa source dans le département de la Haute-Garonne commune de Lasserre dans la  forêt de Bouconne puis forme le lac d'Aussonne où il prend le nom de ruisseau du Panariol avant de se jetter dans l'Aussonnelle sur la commune de Aussonne.

## Département et communes traversées
- Haute-Garonne : Lasserre-Pradère, Pibrac, Mondonville, Aussonne.

## Principal affluent
- Ruisseau de Laroque : 1,2 km